# Prnjavor
Prnjavor es una municipalidad situada en la República Srpska, una entidad de Bosnia y Herzegovina. Su población estimada, al 30 de junio de 2019, es de 32,982 habitantes.

## Localidades
Esta municipalidad de la República Srpska, localizada en Bosnia y Herzegovina, comprende las siguientes localidades:
- Babanovci.
- Brezik.
- Crkvena.
- Čivčije.
- Čorle.
- Doline.
- Donja Ilova.
- Donja Mravica.
- Donji Galjipovci.
- Donji Palačkovci.
- Donji Smrtići.
- Donji Štrpci.
- Donji Vijačani.
- Drenova.
- Gajevi.
- Galjipovci.
- Gornja Ilova.
- Gornja Mravica.
- Gornji Galjipovci.
- Gornji Palačkovci.
- Gornji Smrtići.
- Gornji Štrpci.
- Gornji Vijačani. (en partie)
- Grabik Ilova.
- Gusak.
- Hrvaćani.
- Husrpovci.
- Jadovica.
- Jasik.
- Kokori.
- Konjuhovci.
- Karać.
- Kremna.
- Kulaši.
- Lišnja.
- Lužani.
- Maćino Brdo.
- Mračaj.
- Mravica.
- Mujinci.
- Naseobina Babanovci.
- Naseobina Hrvaćani.
- Naseobina Lišnja.
- Novo Selo.
- Okolica.
- Orašje.
- Otpočivaljka.
- Paramije.
- Pečeneg Ilova.
- Popovići.
- Potočani.
- Prnjavor.
- Prosjek.
- Puraći.
- Ralutinac.
- Ratkovac.
- Skakavci.
- Šarinci.
- Šereg Ilova.
- Šibovska.
- Štivor.
- Velika Ilova.
- Vršani.

## Geografía
El municipio de Prnjavor está ubicado en la parte norte de la Republika Srpska entre ׳ 44 ° 52 N 17 ° 39′E y limita con los municipios de Derventa, Stanari, Teslić, Čelinac, Laktaši y Srbac.
Es uno de los municipios más grandes de la República Srpska, con un área de 630 km². El área del territorio de la municipalidad de Prnjavor representa el 2,568% del territorio total de la República Srpska. 

## Demografía
Si se considera que la superficie total de este municipio es de 630 km² y su población está compuesta por 32,982 habitantes, se puede estimar que la densidad poblacional de esta municipalidad es de 52.36 habitantes por cada kilómetro cuadrado de esta división administrativa.